# Xuchang
Xuchang (chinois : 许昌市 ; pinyin : Xǔchāng shì) est une ville-préfecture du centre de la province du Henan en République populaire de Chine.

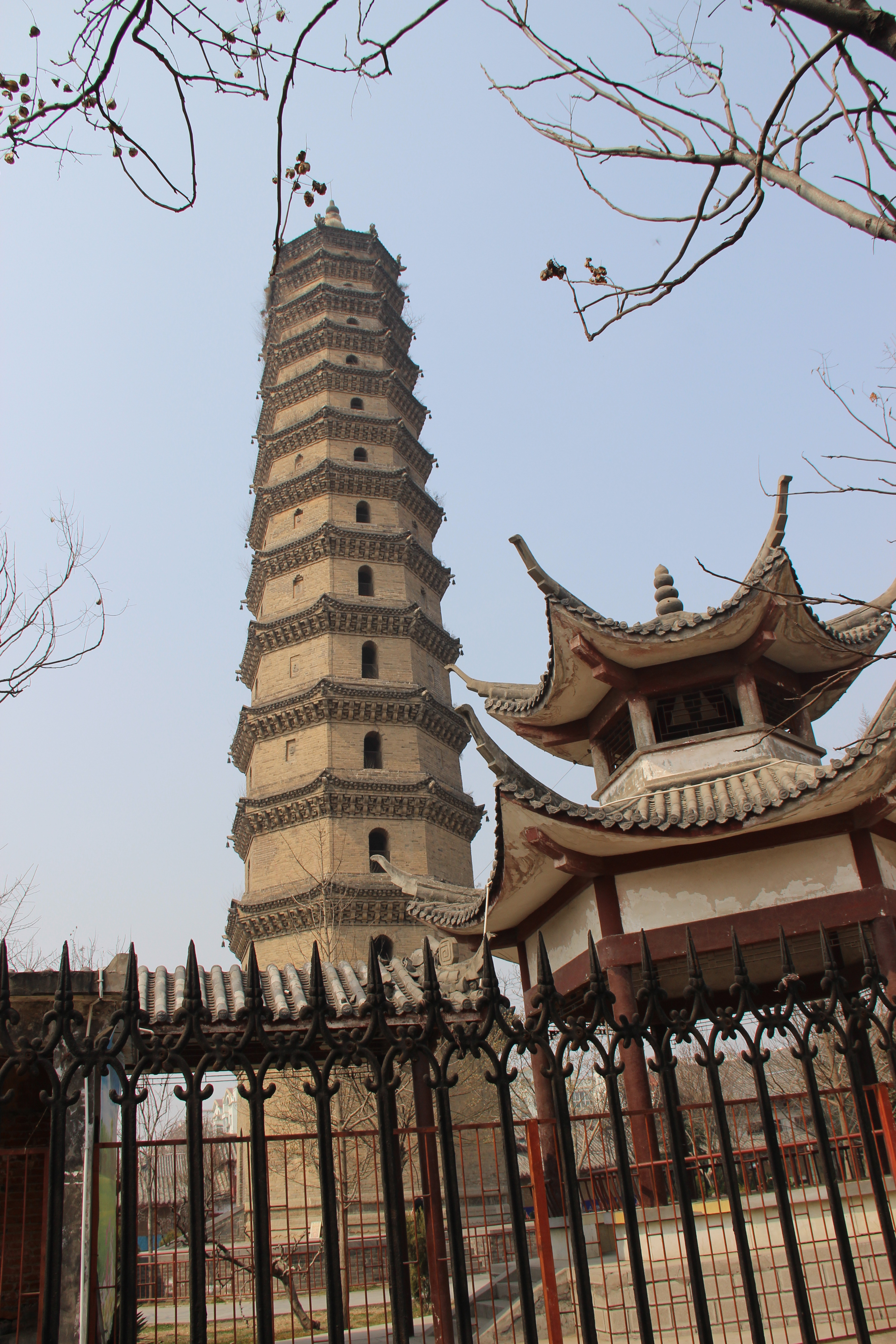
Dynastie Ming, 1615, Xuchang, province du Henan

## Histoire
La ville-district de Yuzhou, située sur son territoire était la capitale de l'État de Han (-403 — -230), pendant la période des Royaumes combattants.

## Démographie
La population de sa juridiction est d'environ 4,45 millions d'habitants.

## Culture et religions
En 1984, l'église de la ville a été ouverte.

## Subdivisions administratives
La ville-préfecture de Xuchang exerce sa juridiction sur six subdivisions - deux districts, deux villes-districts et deux xian :
- le district de Weidu - 魏都区 Wèidū Qū ;
- la ville de Yuzhou - 禹州市 Yǔzhōu Shì ;
- la ville de Changge - 长葛市 Chánggě Shì ;
- le district de Jian'an - 建安区 Jiàn'ān Qū (anciennement xian de Xuchang - 许昌县 Xǔchāng Xiàn) ;
- le xian de Yanling - 鄢陵县 Yānlíng Xiàn ;
- le xian de Xiangcheng - 襄城县 Xiāngchéng Xiàn.